# 1997-es Formula–1 európai nagydíj
Az európai nagydíj volt az 1997-es Formula–1 világbajnokság szezonzáró futama.

## Futam
Az idényzáró futam, a jerezi európai nagydíj előtt Schumacher ismét egy ponttal vezetett a világbajnokságban, ezúttal Jacques Villeneuve előtt. Frentzennel együtt hárman pontosan azonos időt autóztak az időmérő edzésen, de Villeneuve indult az élről, mert ő érte el előbb ugyanazt az eredményt. Az első kanyar után Schumacher állt az élen, majd a 48. körben Villeneuve megpróbálta megelőzni a Dry Sack-kanyarban. Ekkor Schumacher ráhúzta az autóját a belső íven, előnyösebb pozícióban lévő Villenuve-re, a jobb első kereke ütközött a másik autó oldalával. Schumacher a kavicságyba sodródott és kiesett, Villeneuve a sérült autójával folytatni tudta a versenyt, és a harmadik helyért járó négy ponttal világbajnok lett. Két héttel a verseny után Schumachert utólag kizárták az 1997-es világbajnokságból, miután az FIA fegyelmi bizottsága megállapította, hogy: „Schumacher ösztönös reakciója mögött nem feltételezhető előre megfontoltság vagy rosszindulat, mindazonáltal súlyos hiba volt.” Mika Häkkinennek ez volt az első futamgyőzelme.
| Helyezés | #  | Versenyző             | Csapat/Motor      | Futott körök | Idő/A kiesés oka | Rajthely | Pontszám |
| -------- | -- | --------------------- | ----------------- | ------------ | ---------------- | -------- | -------- |
| 1        | 9  | Mika Häkkinen         | McLaren-Mercedes  | 69           | 1.38:57,771      | 5        | 10       |
| 2        | 10 | David Coulthard       | McLaren-Mercedes  | 69           | +1,654”          | 6        | 6        |
| 3        | 3  | Jacques Villeneuve    | Williams-Renault  | 69           | +1,803”          | 1        | 4        |
| 4        | 8  | Gerhard Berger        | Benetton-Renault  | 69           | +1,919”          | 8        | 3        |
| 5        | 6  | Eddie Irvine          | Ferrari           | 69           | +3,789”          | 7        | 2        |
| 6        | 4  | Heinz-Harald Frentzen | Williams-Renault  | 69           | +4,537”          | 3        | 1        |
| 7        | 14 | Olivier Panis         | Prost-Mugen-Honda | 69           | +1:07,145        | 9        |          |
| 8        | 16 | Johnny Herbert        | Sauber-Petronas   | 69           | +1:12,961        | 14       |          |
| 9        | 23 | Jan Magnussen         | Stewart-Ford      | 69           | +1:17,487        | 11       |          |
| 10       | 15 | Nakano Sindzsi        | Prost-Mugen-Honda | 69           | +1:18,215        | 15       |          |
| 11       | 12 | Giancarlo Fisichella  | Jordan-Peugeot    | 68           | +1 kör           | 17       |          |
| 12       | 19 | Mika Salo             | Tyrrell-Ford      | 68           | +1 kör           | 21       |          |
| 13       | 7  | Jean Alesi            | Benetton-Renault  | 68           | +1 kör           | 10       |          |
| 14       | 17 | Norberto Fontana      | Sauber-Petronas   | 68           | +1 kör           | 18       |          |
| 15       | 21 | Tarso Marques         | Minardi-Hart      | 68           | +1 kör           | 20       |          |
| 16       | 18 | Jos Verstappen        | Tyrrell-Ford      | 68           | +1 kör           | 22       |          |
| 17       | 20 | Katajama Ukjó         | Minardi-Hart      | 68           | +1 kör           | 19       |          |
| Kiesett  | 5  | Michael Schumacher    | Ferrari           | 47           | ütközés          | 2        |          |
| Kiesett  | 1  | Damon Hill            | Arrows-Yamaha     | 47           | váltóhiba        | 4        |          |
| Kiesett  | 11 | Ralf Schumacher       | Jordan-Peugeot    | 44           | vízszivárgás     | 16       |          |
| Kiesett  | 22 | Rubens Barrichello    | Stewart-Ford      | 30           | váltóhiba        | 12       |          |
| Kiesett  | 2  | Pedro Diniz           | Arrows-Yamaha     | 11           | kicsúszás        | 13       |          |

## A világbajnokság végeredménye
| H   | Versenyzők            | Pont         | H   | Konstruktőrök     | Pont |
| --- | --------------------- | ------------ | --- | ----------------- | ---- |
| 1.  | Jacques Villeneuve    | 81           | 1.  | Williams-Renault  | 123  |
| 2.  | Michael Schumacher    | Kizárva (78) | 2.  | Ferrari           | 102  |
| 3.  | Heinz-Harald Frentzen | 42           | 3.  | Benetton-Renault  | 67   |
| 4.  | David Coulthard       | 36           | 4.  | McLaren-Mercedes  | 63   |
| 5.  | Jean Alesi            | 36           | 5.  | Jordan-Peugeot    | 33   |
| 6.  | Gerhard Berger        | 27           | 6.  | Prost-Mugen-Honda | 21   |
| 7.  | Mika Häkkinen         | 27           | 7.  | Sauber-Petronas   | 16   |
| 8.  | Eddie Irvine          | 24           | 8.  | Arrows-Yamaha     | 9    |
| 9.  | Giancarlo Fisichella  | 20           | 9.  | Stewart-Ford      | 6    |
| 10. | Olivier Panis         | 16           | 10. | Tyrrell-Ford      | 2    |

(A teljes lista)

## Statisztikák
Vezető helyen:
- Michael Schumacher: 39 körben (1–21., 28–42., 45–47.)
- Jacques Villeneuve: 24 körben (22., 43–44., 48–68.)
- Heinz-Harald Frentzen: 5 körben (23–27.)
- Mika Häkkinen: 1 körben (69.)

Mika Häkkinen 1. győzelme, Jacques Villeneuve 13. pole-pozíciója, Heinz-Harald Frentzen 6. leggyorsabb köre.
A McLaren 107. győzelme.
Mika Häkkinen 16., David Coulthard 15., Jacques Villeneuve 19. dobogós helyezése. 
Mika Häkkinen 100., Gerhard Berger 210. és Katajama Ukjó utolsó versenye.